# Ozero Brodno (sjö i Belarus, lat 55,99, long 29,18)
Ozero Brodno (ryska: Озеро Бродно) är en sjö i Belarus.   Den ligger i voblasten Vitsebsks voblast, i den norra delen av landet, 250 km norr om huvudstaden Minsk. Ozero Brodno ligger 166 meter över havet. Arean är 0,30 kvadratkilometer. Den sträcker sig 1,3 kilometer i nord-sydlig riktning, och 0,6 kilometer i öst-västlig riktning.
I omgivningarna runt Ozero Brodno växer i huvudsak blandskog. Runt Ozero Brodno är det mycket glesbefolkat, med 7 invånare per kvadratkilometer.